# Seznam kamenů zmizelých ve Středočeském kraji

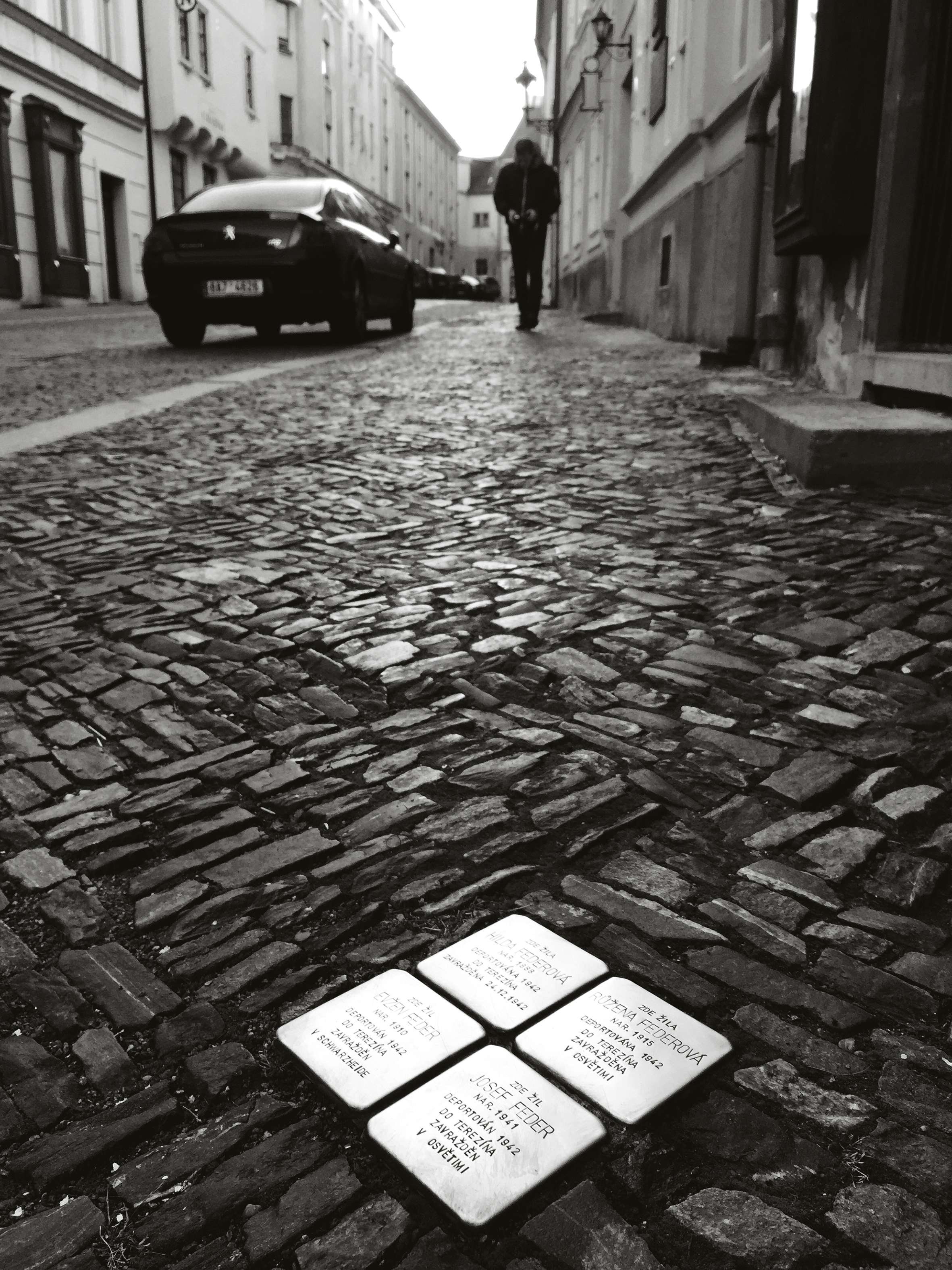
Kameny zmizelých za rodinu Federovu v Kolíně

Seznam kamenů zmizelých ve Středočeském kraji obsahuje pamětní kameny obětem nacismu na území Středočeského kraje. Jsou součástí celoevropského projektu Stolpersteine německého umělce Guntera Demniga. Kameny zmizelých jsou věnovány osudu těch, kteří byli nacisty deportováni, vyhnáni, zavražděni nebo spáchali sebevraždu.
Kameny zmizelých se zpravidla nacházejí před posledním místem pobytu obětí.
Kameny zmizelých se ve Středočeském kraji nachází v Benešově, Brandýse nad Labem-Staré Boleslavi, Dobříši, Kladně, Kolíně, Kutné Hoře, Mělníku, Milovicích, Mladé Boleslavi, Mnichovicích, Neratovicích, Nymburce, Ratenicích, Roztokách, Říčanech, Sázavě a Úvalech.

## Benešov
| Obrázek | Nápis | Bydliště                                           | Jméno, život    |
| ------- | --- | -------------------------------------------------- | --------------- |
|         | ZDE ŽILA JIŘINA FÜRTHOVÁ NAR. 1926 DEPORTOVÁNA 1942 DO TEREZÍNA ZAVRAŽDĚNA 12. 9. 1942 V MALÉM TROSTINCI      | Malé náměstí 1700 49°46′58″ s. š., 14°41′28″ v. d. | Jiřina Fürthová |
|         | ZDE ŽILA IRENA FÜRTHOVÁ NAR. 1932 DEPORTOVÁNA 1942 DO TEREZÍNA ZAVRAŽDĚNA 12. 9. 1942 V MALÉM TROSTINCI       | Malé náměstí 1700 49°46′58″ s. š., 14°41′28″ v. d. | Irena Fürthová  |
|         | ZDE ŽIL FRANTIŠEK FÜRTH NAR. 1930 DEPORTOVÁN 1942 DO TEREZÍNA ZAVRAŽDĚN 10. 10. 1942 V TREBLINCE              | Malé náměstí 1700 49°46′58″ s. š., 14°41′28″ v. d. | František Fürth |
|         | ZDE ŽIL JOSEF PORGES NAR. 1883 DEPORTOVÁN 1939 DO BUCHENWALDU ZAVRAŽDĚN 12. 5. 1942 V RAVENSBRÜCKU            | Na Karlově 77 49°47′2″ s. š., 14°41′25″ v. d.      | Josef Porges    |
|         | ZDE ŽILA MARIE HOLZEROVÁ ROZ. PORGESOVÁ NAR. 1862 DEPORTOVÁNA 1942 DO TEREZÍNA ZAVRAŽDĚNA 28. 12. 1942 TAMTÉŽ | Řeznická 227 49°46′59″ s. š., 14°41′26″ v. d.      | Marie Holzerová |
|         | ZDE ŽIL ARNOŠT HOLZER NAR. 1885 DEPORTOVÁN 1942 DO TEREZÍNA 1942 DO LUBLINU ZAVRAŽDĚN                         | Řeznická 227 49°46′59″ s. š., 14°41′26″ v. d.      | Arnošt Holzer   |
|         | ZDE ŽILA OLGA HOLZEROVÁ ROZ. ORLÍKOVÁ NAR. 1888 DEPORTOVÁNA 1942 DO TEREZÍNA 1942 DO LUBLINU ZAVRAŽDĚNA       | Řeznická 227 49°46′59″ s. š., 14°41′26″ v. d.      | Olga Holzerová  |

## Brandýs nad Labem-Stará Boleslav
Ve čtvrtek 11. května 2023 byly za účasti významných hostů položeny v Pražské ulici u domu čp. 77/25 první dva Kameny zmizelých.
| Obrázek | Nápis                                                                                     | Bydliště                                              | Jméno, život |
| ------- | ----------------------------------------------------------------------------------------- | ----------------------------------------------------- | --- |
|         | ZDE ŽIL JUDR. ADOLF MUNK NAR. 1887 DEPORTOVÁN 1943 DO TEREZÍNA 1944 DO OSVĚTIMI ZAVRAŽDĚN | Pražská ulice čp. 77/25 50°11′ s. š., 14°39′30″ v. d. | JUDr. Adolf Munk JUDr. Adolf Munk se narodil v roce 1887 v Přívorech. V Brandýse nad Labem provozoval na Pražské ulici č.p. 77 advokátní kancelář, kde měl také na půdě ateliér. Po nedělích zde maloval a věnoval se truhlářskému koníčku - vyráběl nábytek. Paní Olga Munková, narozená v Brandýse, naopak více tíhla ke společenskému životu, ráda navštěvovala pražské kavárny a setkávala se s lidmi. Munkovi měli tři děti – Helenu, Viktora a Jiřího. Domácí prostředí utvářeli i milovaný pes Rek a ochočená kavka. Ve čtyřicátých letech byl Adolf Munk předsedou stále se zmenšující židovské obce. Počátkem ledna 1943 byli Židé z Brandýsa deportováni do Terezína a většina z nich do Osvětimi. V Terezíně paní Olga Munková myla záchody a loupala slídu pro válečný průmysl, zatímco pan Munk působil jako soudce v oblasti pozůstalostí a drobných krádeží. V roce 1944 byl pan Munk deportován do Osvětimi, kde také zemřel. Olga Munková i všechny děti holocaust přežili. Po návratu do Brandýsa zjistili, že jejich dům už obývá někdo jiný, a tak se uchýlili k příbuzným do Prahy. Brandýský dům paní Munková v 50. letech prodala, neboť se k němu vázalo hodně nehezkých vzpomínek z doby nacistické okupace. |
|         | ZDE ŽILA OLGA MUNKOVÁ ROZ. NÁCHODOVÁ NAR. 1897 DEPORTOVÁNA 1943 DO TEREZÍNA OSVOBOZENA    | Pražská ulice čp. 77/25 50°11′ s. š., 14°39′30″ v. d. | Olga Munková |

## Kladno
| Obrázek | Nápis | Bydliště                                          | Jméno, život      |
| ------- | --- | ------------------------------------------------- | ----------------- |
|         | ZDE ŽIL JOSEF BONDY NAR. 12. 12. 1885 ZATČEN 1939 ZAVRAŽDĚN 1942 V BUCHENWALDU                                                | gen. Klapálka 1635 50°8′40″ s. š., 14°6′35″ v. d. | Josef Bondy       |
|         | ZDE ŽILA ADÉLA BONDYOVÁ ROZ. WEISENSTEINOVÁ. NAR. 29. 3. 1896 DEPORTOVÁNA 20. 7. 1942 DO TEREZÍNA ZAVRAŽDĚNA 1942 V TREBLINCE | gen. Klapálka 1635 50°8′40″ s. š., 14°6′35″ v. d. | Adéla Bondyová    |
|         | ZDE ŽILA EDITA BONDYOVÁ. NAR. 23. 12. 1924 DEPORTOVÁNA 20. 7. 1942 DO TEREZÍNA ZAVRAŽDĚNA 1942 V TREBLINCE                    | gen. Klapálka 1635 50°8′40″ s. š., 14°6′35″ v. d. | Edita Bondyová    |
|         | ZDE ŽILA GERTRUDA BONDYOVÁ. NAR. 19.4. 1926 DEPORTOVÁNA 20. 7. 1942 DO TEREZÍNA ZAVRAŽDĚNA 1942 V TREBLINCE                   | gen. Klapálka 1635 50°8′40″ s. š., 14°6′35″ v. d. | Gertruda Bondyová |

## Dobříš
První kameny byly položeny v roce 2021, nejnověji v dubnu roku 2025

## Kolín
| Obrázek | Nápis | Bydliště                                                   | Jméno, život         |
| ------- | --- | ---------------------------------------------------------- | -------------------- |
|         | ZDE ŽIL EVŽEN FEDER NAR. 1910 DEPORTOVÁN 1942 DO TEREZÍNA ZAVRAŽDĚN V SCHWARZHEIDE                        | Na Hradbách 124 50°1′41″ s. š., 15°11′58″ v. d.            | Evžen Feder          |
|         | ZDE ŽIL JOSEF FEDER NAR. 1941 DEPORTOVÁN 1942 DO TEREZÍNA ZAVRAŽDĚN V OSVĚTIMI                            | Na Hradbách 124                                            | Josef Feder          |
|         | ZDE ŽILA HILDA FEDEROVÁ NAR. 1888 DEPORTOVÁNA 1942 DO TEREZÍNA ZAVRAŽDĚNA 24. 12. 1942                    | Na Hradbách 124                                            | Hilda Federová       |
|         | ZDE ŽILA RŮŽENA FEDEROVÁ NAR. 1915 DEPORTOVÁNA 1942 DO TEREZÍNA ZAVRAŽDĚNA V OSVĚTIMI                     | Na Hradbách 124                                            | Růžena Federová      |
|         | ZDE BYDLEL ALFRED FISCHER NAR. 1900 DEPORTOVÁN 1942 DO TEREZÍNA ZAVRAŽDĚN 8. 10. 1942 V TREBLINCE         | Karlovo náměstí 20 50°1′40″ s. š., 15°12′6″ v. d.          | Alfred Fischer       |
|         | ZDE BYDLELA EDITA FISCHEROVÁ NAR. 1935 DEPORTOVÁNA 1942 DO TEREZÍNA ZAVRAŽDĚNA 8. 10. 1942 V TREBLINCE    | Karlovo náměstí 20                                         | Edita Fischerová     |
|         | ZDE BYDLELA EUGENIE FISCHEROVÁ NAR. 1931 DEPORTOVÁNA 1942 DO TEREZÍNA ZAVRAŽDĚNA 8. 10. 1942 V TREBLINCE  | Karlovo náměstí 20                                         | Eugenie Fischerová   |
|         | ZDE BYDLELA MARTA FISCHEROVÁ NAR. 1900 DEPORTOVÁNA 1942 DO TEREZÍNA ZAVRAŽDĚNA 8. 10. 1942 V TREBLINCE    | Karlovo náměstí 20                                         | Marta Fischerová     |
|         | ZDE ŽILA ELSA HELLEROVÁ NAR. 1883 DEPORTOVÁNA 1942 DO TEREZÍNA ZAVRAŽDĚNA V MALÉM TROSTINCI               | ul. Karolíny Světlé 137 50°1′38″ s. š., 15°12′2″ v. d.     | Elsa Hellerová       |
|         | ZDE ŽIL OTTO KODÍČEK NAR. 1888 DEPORTOVÁN 1942 DO TEREZÍNA ZAVRAŽDĚN V OSVĚTIMI                           | Karlovo náměstí 91 50°1′42″ s. š., 15°12′3″ v. d.          | Otto Kodiček         |
|         | ZDE ŽIL GUSTAV MANDELÍK NAR. 1868 DEPORTOVÁN 1942 DO TEREZÍNA ZAVRAŽDĚN 31. 10. 1942                      | Pražská ulice, dům čp. 1 50°1′41″ s. š., 15°11′59″ v. d.   | Gustav Mandelík      |
|         | ZDE ŽILA RŮŽENA MANDELÍKOVÁ NAR. 1873 DEPORTOVÁNA 1942 DO TEREZÍNA ZAVRAŽDĚNA V OSVĚTIMI                  | Pražská ulice, dům čp. 1                                   | Růžena Mandelíková   |
|         | ZDE ŽIL FRANTIŠEK MEISL NAR. 1900 DEPORTOVÁN 1942 DO TEREZÍNA ZAVRAŽDĚN V OSVĚTIMI                        | Kutnohorská 31 50°1′39″ s. š., 15°12′7″ v. d.              | František Meisl      |
|         | ZDE ŽIL PAVEL MEISL NAR. 1902 POLITICKÝ VĚZĚN ZAHYNUL                                                     | Kutnohorská 31                                             | Pavel Meisl          |
|         | ZDE ŽILA RŮŽENA MEISLOVÁ NAR. 1874 DEPORTOVÁNA 1942 DO TEREZÍNA ZAVRAŽDĚNA V TEREZÍNĚ                     | Kutnohorská 31                                             | Růžena Meislová      |
|         | ZDE ŽIL MUDR. DAVID MENDL NAR. 1876 DEPORTOVÁN 14. 7. 1942 MALÝ TROSTINEC ZAVRAŽDĚN                       | Kmochova ulice, dům 335 50°1′41″ s. š., 15°11′45″ v. d.    | MUDr. David Mendl    |
|         | ZDE ŽILA BERTA MENDLOVÁ NAROZENA 1879 DEPORTOVÁNA 14. 7. 1942 MALÝ TROSTINEC ZAVRAŽDĚNA                   | Kmochova ulice, dům 335                                    | Berta Mendlová       |
|         | ZDE BYDLEL KAREL ORNSTEIN JUDR. NAR. 1901 DEPORTOVÁN 1942 DO TEREZÍNA ZAVRAŽDĚN 18. 12. 1943 V OSVĚTIMI   | Karlovo náměstí 89 50°1′42″ s. š., 15°12′3″ v. d.          | JUDr. Karel Ornstein |
|         | ZDE BYDLELA EVA ORNSTEINOVÁ NAR. 1938 DEPORTOVÁNA 1942 DO TEREZÍNA ZAVRAŽDĚNA 18. 12. 1943 V OSVĚTIMI     | Karlovo náměstí 89                                         | Eva Ornsteinová      |
|         | ZDE BYDLELA HERMÍNA ORNSTEINOVÁ NAR. 1880 DEPORTOVÁNA 1942 DO TEREZÍNA ZAVRAŽDĚNA 18. 12. 1943 V OSVĚTIMI | Karlovo náměstí 89                                         | Hermína Ornsteinová  |
|         | ZDE BYDLELA RITA ORNSTEINOVÁ NAR. 1913 DEPORTOVÁNA 1942 DO TEREZÍNA ZAVRAŽDĚNA 18. 12. 1943 V OSVĚTIMI    | Karlovo náměstí 89                                         | Rita Ornsteinová     |
|         | ZDE BYDLELA EMILIE PICKOVÁ NAR. 1871 DEPORTOVÁNA 1942 DO TEREZÍNA ZAVRAŽDĚNA 22. 10. 1942 V TREBLINCE     | Karlovo náměstí 7 50°1′41″ s. š., 15°12′2″ v. d.           | Emilie Picková       |
|         | ZDE ŽIL LUDVÍK PREMSLER NAR. 1886 DEPORTOVÁN 1942 DO TEREZÍNA ZAVRAŽDĚN V RAASICE                         | Karlovo náměstí 9 50°1′40″ s. š., 15°12′4″ v. d.           | Ludvík Premsler      |
|         | ZDE ŽILA IDA PREMSLEROVÁ NAR. 1889 DEPORTOVÁNA 1942 DO TEREZÍNA ZAVRAŽDĚNA V RAASICE                      | Karlovo náměstí 9                                          | Ida Premslerová      |
|         | ZDE ŽIL RICHARD REICHNER NAR. 1865 DEPORTOVÁN 1942 DO TEREZÍNA ZAVRAŽDĚN 31. 7. 1942                      | Na Hradbách 157 50°1′40″ s. š., 15°11′57″ v. d.            | Richard Reichner     |
|         | ZDE ŽILA RIVA REICHNEROVÁ NAR. 1873 DEPORTOVÁNA 1942 DO TEREZÍNA ZAVRAŽDĚNA V OSVĚTIMI                    | Na Hradbách 157                                            | Riva Reichnerová     |
|         | ZDE ŽIL OTA STEIN NAR. 1890 DEPORTOVÁN 1942 DO TEREZÍNA ZAVRAŽDĚN 1942 V RAASICE                          | Zámecká ulice, dům čp. 88 50°1′44″ s. š., 15°12′1″ v. d.   | Ota Stein            |
|         | ZDE ŽILA MARTA STEINOVÁ NAR. 1886 DEPORTOVÁNA 1942 DO TEREZÍNA ZAVRAŽDĚNA V OSVĚTIMI                      | Zámecká ulice, dům čp. 88                                  | Marta Steinovà       |
|         | ZDE ŽILA HERMÍNA WEINEROVÁ NAR. 1875 DEPORTOVÁNA 1942 DO TEREZÍNA ZAVRAŽDĚNA 11. 1. 1943                  | Husova ulice č. popisné 49 50°1′41″ s. š., 15°12′11″ v. d. | Hermína Weinerová    |
|         | ZDE ŽILA ŽOFIE WEISSBERGEROVÁ NAR. 1872 DEPORTOVÁNA 1942 DO TEREZÍNA ZAVRAŽDĚNA V TREBLINCE               | Husova ulice č. popisné 49                                 | Žofie Weissbergerová |

## Kutná Hora
| Obrázek | Nápis | Bydliště                         | Jméno, život          |
| ------- | --- | -------------------------------- | --------------------- |
|         | ZDE BYDLELA VALERIE ABELESOVÁ NAR. 1891 DEPORTOVÁNA 1942 DO TEREZÍNA ZAVRAŽDĚNA 1943 V TRAWNIKI            | Benešova 11                      | Valerie Abelesová     |
|         | ZDE BYDLEL OTTA ADLER NAR. 1922 DEPORTOVÁN 1942 DO TEREZÍNA ZAVRAŽDĚN 1943 V OSVĚTIMI                      | Benešova 11                      | Otta Adler            |
|         | ZDE BYDLEL RICHARD ADLER NAR. 1887 DEPORTOVÁN 1942 DO TEREZÍNA ZAVRAŽDĚN 1943 V OSVĚTIMI                   | Benešova 11                      | Richard Adler         |
|         | ZDE BYDLELA RITA ADLEROVÁ NAR. 1921 DEPORTOVÁNA 1942 DO TEREZÍNA ZAVRAŽDĚNA 1943 V OSVĚTIMI                | Benešova 11                      | Rita Adlerová         |
|         | ZDE BYDLEL JUDR. JULIUS BONDY NAR. 1873 DEPORTOVÁN 1942 DO TEREZÍNA ZAVRAŽDĚN 20. 1. 1944 V TEREZÍNĚ       | Pod Valy 109/18, na rohu Hlouška | JUDr. Julius Bondy    |
|         | ZDE BYDLELA ANNA BONDYOVÁ NAR. 1882 DEPORTOVÁNA 1942 DO TEREZÍNA ZAVRAŽDĚNA 1944 V OSVĚTIMI                | Pod Valy 109/18, na rohu Hlouška | Anna Bondyová         |
|         | ZDE BYDLELA EDITA BONDYOVÁ NAR. 1909 DEPORTOVÁNA 1942 DO TEREZÍNA ZAVRAŽDĚNA 1944 V OSVĚTIMI               | Pod Valy 109/18, na rohu Hlouška | Edita Bondyová        |
|         | ZDE BYDLELA HANA BONDYOVÁ NAR. 1939 DEPORTOVÁNA 1942 DO TEREZÍNA ZAVRAŽDĚNA 1944 V OSVĚTIMI                | Pod Valy 109/18, na rohu Hlouška | Hana Bondyová         |
|         | ZDE BYDLELA VĚRA BONDYOVÁ NAR. 1936 DEPORTOVÁNA 1942 DO TEREZÍNA ZAVRAŽDĚNA 1944 V OSVĚTIMI                | Pod Valy 109/18, na rohu Hlouška | Vera Bondyová         |
|         | ZDE BYDLELA HEDVIKA GRÜNHUTOVÁ NAR. 1882 DEPORTOVÁNA 1942 DO TEREZÍNA ZAVRAŽDĚNA 1942 V TRAWNIKI           | Čelakovského 412                 | Hedvika Grünhutová    |
|         | ZDE BYDLELA IRMA JANOVSKÁ NAR. 1884 DEPORTOVÁNA 1942 DO TEREZÍNA ZAVRAŽDĚNA 1942 V TRAWNIKI                | Benešova 375                     | Irma Janovská         |
|         | ZDE BYDLEL JINDŘICH JANOVSKÝ NAR. 1888 DEPORTOVÁN 1942 DO TEREZÍNA ZAVRAŽDĚN 1942 V TRAWNIKI               | Benešova 375                     | Jindřich Janovský     |
|         | ZDE BYDLELA PAVLÍNA KATZOVÁ NAR. 1863 DEPORTOVÁNA 1942 DO TEREZÍNA ZAVRAŽDĚNA 1942 V TRAWNIKI              | Husova 125                       | Pavlína Katzová       |
|         | ZDE BYDLEL JUDR. RUDOLF LUSTIG NAR. 1889 DEPORTOVÁN 1942 DO TEREZÍNA ZAVRAŽDĚN 1942 V TREBLINCE            | Mincířská 107                    | JUDr. Rudolf Lustig   |
|         | ZDE BYDLELA JOSEFA MORAVCOVÁ NAR. 1892 DEPORTOVÁNA 1942 DO TEREZÍNA ZAVRAŽDĚNA 1942 V TRAWNIKI             | Vocelova 344                     | Josefa Moravcová      |
|         | ZDE BYDLEL KAREL MORAVEC NAR. 1895 DEPORTOVÁN 1942 DO TEREZÍNA ZAVRAŽDĚN 1942 V TRAWNIKI                   | Vocelova 344                     | Karel Moravec         |
|         | ZDE BYDLEL BEDŘICH PICK NAR. 1896 DEPORTOVÁN 1942 DO TEREZÍNA ZAVRAŽDĚN 3. 9. 1942 V MAJDANKU              | Sedlecká 652/13                  | Bedřich Pick          |
|         | ZDE BYDLEL JUDR. EVŽEN PICK NAR. 1907 DEPORTOVÁN 1942 DO TEREZÍNA ZAVRAŽDĚN 11. 8. 1942 V MAJDANKU         | Sedlecká 652/13                  | JUDr. Evžen Pick      |
|         | ZDE BYDLEL RUDOLF PICK NAR. 1888 DEPORTOVÁN 1942 DO TEREZÍNA ZAVRAŽDĚN 1. 9. 1942 V RAASIKA                | Česká 240/28                     | Rudolf Pick           |
|         | ZDE BYDLELA ANNA PICKOVÁ NAR. 1892 DEPORTOVÁNA 1942 DO TEREZÍNA ZAVRAŽDĚNA 1. 9. 1942 V RAASIKA            | Česká 240/28                     | Anna Picková          |
|         | ZDE BYDLELA MARIE PICKOVÁ NAR. 1894 DEPORTOVÁNA 1942 DO TEREZÍNA ZAVRAŽDĚNA 12. 6. 1942 V TRAWNIKI         | Sedlecká 652/13                  | Marie Picková         |
|         | ZDE BYDLELA EVA PLATOVSKÁ NAR. 1924 DEPORTOVÁNA 1942 DO TEREZÍNA ZAVRAŽDĚNA 12. 6. 1942 V TRAWNIKI         | Husova 109, 110/19               | Eva Platovská         |
|         | ZDE BYDLELA VALERIE PLATOVSKÁ NAR. 1894 DEPORTOVÁNA 1942 DO TEREZÍNA ZAVRAŽDĚNA 12. 6. 1942 V TRAWNIKI     | Husova 109, 110/19               | Valerie Platovská     |
|         | ZDE BYDLELA ARNOŠT PLATOVSKY NAR. 1885 DEPORTOVÁNA 1942 DO TEREZÍNA ZAVRAŽDĚNA 12. 6. 1942 V TRAWNIKI      | Husova 109, 110/19               | Arnošt Platovský      |
|         | ZDE BYDLEL OTTO REINER NAR. 1913 DEPORTOVÁN 1942 DO TEREZÍNA ZAVRAŽDĚN 1942 V TRAWNIKI                     | Čelakovského 412                 | Otto Reiner           |
|         | ZDE BYDLELA IRMA REINEROVÁ NAR. 1885 DEPORTOVÁNA 1942 DO TEREZÍNA ZAVRAŽDĚNA 1942 V TRAWNIKI               | Čelakovského 412                 | Irma Reinerová        |
|         | ZDE BYDLELA KLÁRA REINEROVÁ NAR. 1885 DEPORTOVÁNA 1942 DO TEREZÍNA ZAVRAŽDĚNA 1942 V TRAWNIKI              | Čelakovského 412                 | Klára Reinerová       |
|         | ZDE BYDLEL JOSEF REINIGER NAR. 1878 DEPORTOVÁN 1942 DO TEREZÍNA ZAVRAŽDĚN 1944 V MALÝM TROSTINCI           | Vocelova 344                     | Josef Reiniger        |
|         | ZDE BYDLELA OLGA REINIGEROVÁ NAR. 1882 DEPORTOVÁNA 1942 DO TEREZÍNA ZAVRAŽDĚNA 1944 V MALÝM TROSTINCI      | Vocelova 344                     | Olga Reinigerová      |
|         | ZDE BYDLEL IVO REITER NAR. 1928 DEPORTOVÁN 1942 DO TEREZÍNA ZAVRAŽDĚN 1944 V OSVĚTIMI                      | Sokolská 601                     | Ivo Reiter            |
|         | ZDE BYDLEL OTTO REITER NAR. 1889 DEPORTOVÁN 1942 DO TEREZÍNA ZAVRAŽDĚN 1944 V OSVĚTIMI                     | Sokolská 601                     | Otto Reiter           |
|         | ZDE BYDLELA AUGUSTA REITEROVÁ NAR. 1904 DEPORTOVÁNA 1942 DO TEREZÍNA ZAVRAŽDĚNA 1944 V OSVĚTIMI            | Sokolská 601                     | Augusta Reiterová     |
|         | ZDE BYDLEL FRANTIŠEK ROUBÍČEK NAR. 1909 DEPORTOVÁN 1942 DO TEREZÍNA ZAVRAŽDĚN 29. 9. 1944 V OSVĚTIMI       | Husova 16, 17/44                 | František Roubíček    |
|         | ZDE BYDLELA HANA ROUBÍČKOVÁ NAR. 1938 DEPORTOVÁNA 1942 DO TEREZÍNA ZAVRAŽDĚNA 4. 10. 1944 V OSVĚTIMI       | Husova 16, 17/44                 | Hana Roubíčková       |
|         | ZDE BYDLELA HERMÍNA ROUBÍČKOVÁ NAR. 1878 DEPORTOVÁNA 1942 DO TEREZÍNA ZAVRAŽDĚNA 12. 6. 1942 V TRAWNIKI    | Husova 16, 17/44                 | Hermína Roubíčková    |
|         | ZDE BYDLELA MARIE ROUBÍČKOVÁ NAR. 1913 DEPORTOVÁNA 1942 DO TEREZÍNA ZAVRAŽDĚNA 4. 10. 1944 V OSVĚTIMI      | Husova 16, 17/44                 | Marie Roubíčková      |
|         | ZDE BYDLELA MARTA ROUBÍČKOVÁ DEPORTOVÁNA 1942 DO TEREZÍNA ZAVRAŽDĚNA 23. 10. 1944 V OSVĚTIMI               | Husova 16, 17/44                 | Marta Roubíčková      |
|         | ZDE BYDLEL JOSEF SCHWARZKOPF NAR. 1897 DEPORTOVÁN 1942 DO TEREZÍNA ZAVRAŽDĚN 30. 7. 1942 V MAJDANKU        | Česká 240/28                     | Josef Schwarzkopf     |
|         | ZDE BYDLELA HELENA SCHWARZKOPFOVÁ NAR. 1903 DEPORTOVÁNA 1942 DO TEREZÍNA ZAVRAŽDĚNA 12. 6. 1942 V TRAWNIKI | Česká 240/28                     | Helena Schwarzkopfová |
|         | ZDE BYDLELA SOŇA SCHWARZKOPFOVÁ NAR. 1925 DEPORTOVÁNA 1942 DO TEREZÍNA ZAVRAŽDĚNA 12. 6. 1942 V TRAWNIKI   | Česká 240/28                     | Soňa Schwarzkopfová   |
|         | ZDE BYDLEL BEDŘICH STRAKOSCH NAR. 1891 DEPORTOVÁN 1942 DO TEREZÍNA ZAVRAŽDĚN 12. 6. 1942 V TRAWNIKI        | Pod Valy 109/18, na rohu Hlouška | Bedřich Strakosch     |
|         | ZDE BYDLEL ING. ERWIN STRAKOSCH NAR. 1897 DEPORTOVÁN 1942 DO TEREZÍNA ZAVRAŽDĚN 6. 8. 1942 V MAJDANKU      | Pod Valy 109/18, na rohu Hlouška | Ing. Erwin Strakosch  |
|         | ZDE BYDLEL HARRY STRAKOSCH NAR. 1928 DEPORTOVÁN 1942 DO TEREZÍNA ZAVRAŽDĚN 12. 6. 1942 V TRAWNIKI          | Pod Valy 109/18, na rohu Hlouška | Harry Strakosch       |
|         | ZDE BYDLEL JIŘÍ STRAKOSCH NAR. 1932 DEPORTOVÁN 1942 DO TEREZÍNA ZAVRAŽDĚN 12. 6. 1942 V TRAWNIKI           | Pod Valy 109/18, na rohu Hlouška | Jiří Strakosch        |
|         | ZDE BYDLELA IRENA STRAKOSCHOVÁ NAR. 1902 DEPORTOVÁNA 1942 DO TEREZÍNA ZAVRAŽDĚNA 12. 6. 1942 V TRAWNIKI    | Pod Valy 109/18, na rohu Hlouška | Irene Strakoschová    |
|         | ZDE BYDLELA JANA VOTICKÁ NAR. 1866 DEPORTOVÁNA 1942 DO TEREZÍNA ZAVRAŽDĚNA 7. 1. 1943 V TEREZÍNĚ           | Šultysova 173/3                  | Jana Votická          |
|         | ZDE BYDLEL BERNARD VOTICKÝ NAR. 1861 DEPORTOVÁN 1942 DO TEREZÍNA ZAVRAŽDĚN 9.8.1942 V TEREZÍNĚ             | Šultysova 173/3                  | Bernard Votický       |

## Mělník
| Obrázek | Nápis                                                                                         | Bydliště                                               | Jméno, život      |
| ------- | --------------------------------------------------------------------------------------------- | ------------------------------------------------------ | ----------------- |
|         | ZDE ŽIL HYNEK FLUSS NAR. 1892 DEPORTOVÁN 1943 DO TEREZÍNA DO OSVĚTIMI ZAVRAŽDĚN               | nám. Míru 4/3 50°21′8″ s. š., 14°28′31″ v. d.          | Hynek Fluss       |
|         | ZDE ŽIL RUDOLF FLUSS NAR. 1928 DEPORTOVÁN 1943 DO TEREZÍNA DO OSVĚTIMI ZAVRAŽDĚN              | nám. Míru 4/3 50°21′8″ s. š., 14°28′31″ v. d.          | Rudolf Fluss      |
|         | ZDE ŽILA GUSTAVA FLUSSOVÁ NAR. 1899 DEPORTOVÁNA 1943 DO TEREZÍNA DO OSVĚTIMI ZAVRAŽDĚNA       | nám. Míru 4/3 50°21′8″ s. š., 14°28′31″ v. d.          | Gustava Flussová  |
|         | ZDE ŽIL JIŘÍ FREUND NAR. 1935 DEPORTOVÁN 1942 DO TEREZÍNA DO LUBLINU ZAVRAŽDĚN                | nám. Karla IV. 183/17 50°21′3″ s. š., 14°28′37″ v. d.  | Jiří Freund       |
|         | ZDE ŽIL JIŘÍ FREUND NAR. 1891 DEPORTOVÁN 1942 DO TEREZÍNA DO LUBLINU ZAVRAŽDĚN                | nám. Karla IV. 183/17 50°21′3″ s. š., 14°28′37″ v. d.  | Josef Freund      |
|         | ZDE ŽILA EVA FREUNDOVÁ NAR. 1925 DEPORTOVÁNA 1942 DO TEREZÍNA DO LUBLINU ZAVRAŽDĚNA           | nám. Karla IV. 183/17 50°21′3″ s. š., 14°28′37″ v. d.  | Eva Freundová     |
|         | ZDE ŽILA HEDVIKA FREUNDOVÁ NAR. 1903 DEPORTOVÁNA 1942 DO TEREZÍNA DO LUBLINU ZAVRAŽDĚNA       | nám. Karla IV. 183/17 50°21′3″ s. š., 14°28′37″ v. d.  | Hedvika Freundová |
|         | ZDE ŽILA BLANKA METZGEROVÁ NAR. 1911 DEPORTOVÁNA 1942 DO TEREZÍNA 1943 DO OSVĚTIMI ZAVRAŽDĚNA | Pražská 332/14 50°21′0″ s. š., 14°28′43″ v. d.         | Blanka Metzgerová |
|         | ZDE ŽILA EVA METZGEROVÁ NAR. 1922 DEPORTOVÁNA 1942 DO TEREZÍNA 1943 DO OSVĚTIMI ZAVRAŽDĚNA    | Pražská 332/14 50°21′0″ s. š., 14°28′43″ v. d.         | Eva Metzgerová    |
|         | ZDE ŽILA REGINA METZGEROVÁ NAR. 1889 DEPORTOVÁNA 1942 DO TEREZÍNA 1943 DO OSVĚTIMI ZAVRAŽDĚNA | Pražská 332/14 50°21′0″ s. š., 14°28′43″ v. d.         | Regina Metzgerová |
|         | ZDE ŽIL MUDR. EMIL RADNIC NAR. 1884 DEPORTOVÁN 1943 DO TEREZÍNA DO OSVĚTIMI ZAVRAŽDĚN         | Jaroslava Seiferta 179/9 50°21′ s. š., 14°28′35″ v. d. | MUDr. Emil Radnic |
|         | ZDE ŽILA HANA RADNICOVÁ NAR. 1926 DEPORTOVÁNA 1943 DO TEREZÍNA DO OSVĚTIMI ZAVRAŽDĚNA         | Jaroslava Seiferta 179/9 50°21′ s. š., 14°28′35″ v. d. | Hana Radnicová    |
|         | ZDE ŽILA OLGA RADNICOVÁ NAR. 1894 DEPORTOVÁNA 1943 DO TEREZÍNA DO OSVĚTIMI ZAVRAŽDĚNA         | Jaroslava Seiferta 179/9 50°21′ s. š., 14°28′35″ v. d. | Olga Radnicová    |

## Milovice
| Obrázek | Nápis                                                                                   | Bydliště   | Jméno, život                   |
| ------- | --------------------------------------------------------------------------------------- | ---------- | ------------------------------ |
|         | ZDE ŽIL ADOLF GEIGER NAR. 1877 DEPORTOVÁN 1943 DO TEREZÍNA DO OSVĚTIMI 1943 ZAVRAŽDĚN   | ČSA 152/11 | Adolf Geiger                   |
|         | ZDE ŽIL OTTO GEIGER NAR. 1907 DEPORTOVÁN 1943 DO TEREZÍNA DO OSVĚTIMI 1943 ZAVRAŽDĚN    | ČSA 152/11 | Otto Geiger                    |
|         | ZDE ŽIL VIKTOR GEIGER NAR. 1903 DEPORTOVÁN 1943 DO TEREZÍNA DO OSVĚTIMI 1943 ZAVRAŽDĚN  | ČSA 152/11 | Viktor Geiger                  |
|         | ZDE ŽILA RŮŽENA GEIGEROVÁ NAR. 1879 DEPORTOVÁNA 1943 DO TEREZÍNA ZAVRAŽDĚNA 1943 TAMTÉŽ | ČSA 152/11 | Růžena Geigerová               |
|         | ZDE ŽILA ZDEŇKA KOLÁŘOVÁ ROZ. GEIGEROVÁ NAR. 1905 DEPORTOVÁNA 1945 DO TEREZÍNA PŘEŽILA  | ČSA 152/11 | Zdeňka Kolářová roz. Geigerová |

## Mladá Boleslav
| Obrázek | Nápis                                                                                            | Bydliště                                                | Jméno, život                            |
| ------- | ------------------------------------------------------------------------------------------------ | ------------------------------------------------------- | --------------------------------------- |
|         | ZDE ŽIL EMIL FEDERER NAR. 1889 DEPORTOVÁN 1942 DO MAUTHAUSENU ZAVRAŽDĚN 1942 TAMTÉŽ              | Staroměstské nám. 96 50°24′37″ s. š., 14°54′6″ v. d.    | Emil Federer                            |
|         | ZDE ŽILA LIDIE FEDEREROVÁ NAR. 1901 DEPORTOVÁNA 1943 DO TEREZÍNA ZAVRAŽDĚNA 1943 V OSVĚTIMI      | Staroměstské nám. 96                                    | Lidie Federerová roz. Abilovitz         |
|         | ZDE ŽILA VĚRA FEDEREROVÁ NAR. 1921 DEPORTOVÁNA 1943 DO TEREZÍNA ZAVRAŽDĚNA 1943 V OSVĚTIMI       | Staroměstské nám. 96                                    | Věra Federerová                         |
|         | ZDE ŽIL JOSEF HÖNIGSFELD NAR. 1903 DEPORTOVÁN 1942 DO MAUTHAUSENU ZAVRAŽDĚN 1942 TAMTÉŽ          | Staroměstské nám. 93/22 50°24′38″ s. š., 14°54′6″ v. d. | Josef Hönigsfeld                        |
|         | ZDE ŽIL PAVEL HÖNIGSFELD NAR. 1937 DEPORTOVÁN 1942 DO TEREZÍNA ZAVRAŽDĚN 1943 V OSVĚTIMI         | Staroměstské nám. 93/22                                 | Pavel Hönigsfeld                        |
|         | ZDE ŽIL ZDENĚK HÖNIGSFELD NAR. 1934 DEPORTOVÁN 1942 DO TEREZÍNA ZAVRAŽDĚN 1943 V OSVĚTIMI        | Staroměstské nám. 93/22                                 | Zdeněk Hönigsfeld                       |
|         | ZDE ŽILA MARIE HÖNIGSFELDOVÁ NAR. 1910 DEPORTOVÁNA 1942 DO TEREZÍNA ZAVRAŽDĚNA 1943 V OSVĚTIMI   | Staroměstské nám. 93/22                                 | Marie Hönigsfeldová roz. Östereicherová |
|         | ZDE ŽIL VILÉM PICK NAR. 1881 DEPORTOVÁN 1942 DO TEREZÍNA ZAVRAŽDĚN 1943 V OSVĚTIMI               | Debř, Josefodolská 58 50°26′40″ s. š., 14°53′24″ v. d.  | Vilém Pick                              |
|         | ZDE ŽILA RŮŽENA PICKOVÁ NAR. 1882 DEPORTOVÁNA 1942 DO TEREZÍNA ZAVRAŽDĚNA 1943 V OSVĚTIMI        | Debř, Josefodolská 58                                   | Růžena Picková                          |
|         | ZDE ŽIL JOSEF SCHREIBER NAR. 1888 DEPORTOVÁN 1942 DO TEREZÍNA ZAVRAŽDĚN 1943 V OSVĚTIMI          | Staroměstské nám. 14/33 50°24′37″ s. š., 14°54′8″ v. d. | Josef Schreiber                         |
|         | ZDE ŽILA ADOLFINA SCHREIBEROVÁ NAR. 1903 DEPORTOVÁNA 1942 DO TEREZÍNA ZAVRAŽDĚNA 1943 V OSVĚTIMI | Staroměstské nám. 14/33                                 | Adolfina Schreiberová                   |

## Mnichovice
| Obrázek | Nápis | Bydliště                                    | Jméno, život         |
| ------- | --- | ------------------------------------------- | -------------------- |
|         | ZDE ŽIL MUDr. KAREL FANTL NAR. 18. 2. 1900 DEPORTOVÁN 5. 12. 1942 DO TEREZÍNA ZAVRAŽDĚN 1943 V OSVĚTIMI                       | Pražská 15 49°56′12″ s. š., 14°42′29″ v. d. | MUDr. Karel Fantl    |
|         | ZDE ŽILA NORA FANTLOVÁ ROZ. MÜLLEROVÁ NAR. 6. 4. 1901 DEPORTOVÁNA 5. 12. 1942 DO TEREZÍNA ZAVRAŽDĚNA 1943 V OSVĚTIMI          | Pražská 15 49°56′12″ s. š., 14°42′29″ v. d. | Nora Fantlová        |
|         | ZDE ŽILA MARIE FANTLOVÁ ROZ. ROUBÍČKOVÁ NAR. 1. 1. 1865 DEPORTOVÁNA 10. 8. 1942 DO TEREZÍNA ZAVRAŽDĚNA 30. 4. 1943 V TEREZÍNĚ | Pražská 15 49°56′12″ s. š., 14°42′29″ v. d. | Marie Fantlová       |
|         | ZDE ŽILA MIRJAM FANTLOVÁ NAR. 23. 7. 1927 DEPORTOVÁNA 12. 9. 1942 DO TEREZÍNA ZAVRAŽDĚNA 10. 3. 1943 V TEREZÍNĚ               | Pražská 15 49°56′12″ s. š., 14°42′29″ v. d. | Mirjam Fantlová      |
|         | ZDE ŽIL ROBERT MICHAEL FANTL NAR. 23. 10. 1932 DEPORTOVÁN 12. 9. 1942 DO TEREZÍNA ZAVRAŽDĚN 1944 V OSVĚTIMI                   | Pražská 15 49°56′12″ s. š., 14°42′29″ v. d. | Robert Michael Fantl |
|         | ZDE ŽILA KAROLÍNA FÖRSTEROVÁ NAR. 5. 6. 1881 DEPORTOVÁNA 12. 9. 1942 DO TEREZÍNA ZAVRAŽDĚNA 1942 V MALÉM TROSTINCI            | Masarykovo náměstí 83                       | Karolína Försterová  |
|         | ZDE ŽIL RICHARD NETTL NAR. 29. 8. 1881 UVĚZNĚN 23. 2. 1942 ZAVRAŽDĚN 2. 4. 1942 V TEREZÍNĚ                                    | Masarykovo náměstí 83                       | Richard Nettl        |
|         | ZDE ŽILA HEDVIKA NETTLOVÁ ROZ. FANTOVÁ NAR. 9. 3. 1895 DEPORTOVÁNA 12. 9. 1942 DO TEREZÍNA ZAVRAŽDĚNA 1944 V OSVĚTIMI         | Masarykovo náměstí 83                       | Hedvika Nettlová     |
|         | ZDE ŽILA MILADA FUCHSOVÁ NAR. 1. 8. 1886 DEPORTOVÁNA 12. 9. 1942 DO TEREZÍNA ZAVRAŽDĚNA 1942 V MALÉM TROSTINCI                | Masarykovo náměstí 83                       | Milada Fuchsová      |
|         | ZDE ŽIL JOSEF FREUND NAR. 27. 8. 1883 UVĚZNĚN 23. 2. 1942 ZAVRAŽDĚN 22. 4. 1942 V MAUTHAUSENU                                 | Masarykovo náměstí 83                       | Josef Freund         |
|         | ZDE ŽILA MARIE FREUNDOVÁ ROZ. KRAUSOVÁ NAR. 28. 4. 1888 DEPORTOVÁNA 12. 9. 1942 DO TEREZÍNA ZAVRAŽDĚNA 1942 V TREBLINCE       | Masarykovo náměstí 83                       | Marie Freundová      |
|         | ZDE ŽILA EMILIE FREUNDOVÁ ROZ. SCHÖNFELDOVÁ NAR. 5. 1. 1882 DEPORTOVÁNA 12. 9. 1942 DO TEREZÍNA ZAVRAŽDĚNA 1942 V TREBLINCE   | Masarykovo náměstí 83                       | Emilie Freundová     |

## Neratovice
| Obrázek | Nápis                                                                                              | Bydliště                              | Jméno, život            |
| ------- | -------------------------------------------------------------------------------------------------- | ------------------------------------- | ----------------------- |
|         | ZDE BYDLEL ADOLF HELLER NAR. 1919 DEPORTOVÁN 1943 DO TEREZÍNA ZAVRAŽDĚN V OSVĚTIMI                 | Masarykova 559 (dříve 600)            | Adolf Heller            |
|         | ZDE BYDLEL ADOLF HELLER NAR. 1880 DEPORTOVÁN 1943 DO TEREZÍNA ZAVRAŽDĚN V OSVĚTIMI                 | Masarykova 559 (dříve 600)            | Arnošt Heller           |
|         | ZDE BYDLEL LUDVÍK HELLER NAR. 1910 DEPORTOVÁN 1943 DO TEREZÍNA ZAVRAŽDĚN V OSVĚTIMI                | Masarykova 559 (dříve 600)            | Ludvík Heller           |
|         | ZDE BYDLEL OTTO HELLER NAR. 1911 DEPORTOVÁN 1943 DO TEREZÍNA ZAVRAŽDĚN V OSVĚTIMI                  | Masarykova 559 (dříve 600)            | Otto Heller             |
|         | ZDE BYDLELA ALŽBĚTA HELLEROVÁ NAR. 1893 DEPORTOVÁNA 1943 DO TEREZÍNA ZAVRAŽDĚNA V OSVĚTIMI         | Masarykova 559 (dříve 600)            | Alžběta Hellerová       |
|         | ZDE BYDLEL MUDR. BEDŘICH KLEMPERER NAR. 1900 DEPORTOVÁN 1944 DO TEREZÍNA ZAVRAŽDĚN 1944 V OSVĚTIMI | Nádražní 80                           | MUDr. Bedřich Klemperer |
|         | ZDE BYDLEL GUSTAV NEUMANN NAR. 1883 DEPORTOVÁN 1943 DO TEREZÍNA ZAVRAŽDĚN V OSVĚTIMI               | Nádražní 80                           | Gustav Neumann          |
|         | ZDE BYDLELA OLGA NEUMANNOVÁ NAR. 1888 DEPORTOVÁNA 1943 DO TEREZÍNA ZAVRAŽDĚNA V OSVĚTIMI           | Nádražní 80                           | Olga Neumannová         |
|         | ZDE BYDLEL ARNOŠT OPLATKA NAR. 1883 DEPORTOVÁN 1943 DO TEREZÍNA ZAVRAŽDĚN V OSVĚTIMI               | Kpt. Jaroše 236                       | Arnošt Oplatka          |
|         | ZDE BYDLELA KARLA PICKOVÁ NAR. 1869 DEPORTOVÁNA 1943 DO TEREZÍNA ZAVRAŽDĚNA V OSVĚTIMI             | Berty Pirunčíkové (vedle čísla č. 29) | Karla Picková           |
|         | ZDE BYDLELA BERTA PIRUNČÍKOVÁ NAR. 1881 DEPORTOVÁNA 1943 DO TEREZÍNA ZAVRAŽDĚNA V OSVĚTIMI         | Berty Pirunčíkové (vedle čísla č. 29) | Berta Pirunčíková       |
|         | ZDE BYDLEL OTTO POLLAK NAR. 1882 DEPORTOVÁN 1943 DO TEREZÍNA ZAVRAŽDĚN V OSVĚTIMI                  | V Lesíčkách čp. 206                   | Otto Pollak             |
|         | ZDE BYDLELA HELENA POLLAKOVÁ NAR. 1890 DEPORTOVÁNA 1943 DO TEREZÍNA ZAVRAŽDĚNA V OSVĚTIMI          | V Lesíčkách čp. 206                   | Helena Pollaková        |
|         | ZDE BYDLEL VILÉM STEIN NAR. 1867 DEPORTOVÁN 1943 DO TEREZÍNA ZAVRAŽDĚN V OSVĚTIMI                  | Nádražní 103                          | Vilém Stein             |
|         | ZDE BYDLELA ELSA STEINOVÁ NAR. 1886 DEPORTOVÁNA 1943 DO TEREZÍNA ZAVRAŽDĚNA V OSVĚTIMI             | Nádražní 103                          | Elsa Steinová           |
|         | ZDE BYDLELA HANA STEINOVÁ NAR. 1919 DEPORTOVÁNA 1943 DO TEREZÍNA ZAVRAŽDĚNA V OSVĚTIMI             | Nádražní 103                          | Hana Steinová           |
|         | ZDE BYDLELA VĚRA STEINOVÁ NAR. 1927 DEPORTOVÁNA 1943 DO TEREZÍNA ZAVRAŽDĚNA V OSVĚTIMI             | Nádražní 103                          | Věra Steinová           |

## Nymburk
| Obrázek | Nápis                                                                                    | Bydliště           | Jméno, život          |
| ------- | ---------------------------------------------------------------------------------------- | ------------------ | --------------------- |
|         | ZDE ŽIL FRANTIŠEK PICK                                                                   | Tyršova 175        | František Pick        |
|         | ZDE ŽIL PETR PICK                                                                        | Tyršova 175        | Petr Pick             |
|         | ZDE ŽIL RUDOLF PICK                                                                      | Tyršova 175        | Rudolf Pick           |
|         | ZDE ŽILA BERTA PICKOVÁ                                                                   | Tyršova 175        | Berta Picková         |
|         | ZDE ŽILA EVA PICKOVÁ                                                                     | Tyršova 175        | Eva Picková           |
|         | ZDE ŽILA Hana PICKOVÁ                                                                    | Tyršova 175        | Hana Picková          |
|         | ZDE ŽILA VĚRA PICKOVÁ                                                                    | Tyršova 175        | Věra Picková          |
|         | ZDE ŽILA ZDEŇKA PICKOVÁ                                                                  | Tyršova 175        | Zdeňka Picková        |
|         | ZDE ŽIL FRANTIŠEK LÖWIT NAR. 1896 DEPORTOVÁN 1942 DO TEREZÍNA 1944 DO OSVĚTIMI ZAVRAŽDĚN | Komenského 1427/23 | MUDR. František Löwit |

## Ratenice
| Obrázek | Nápis                                                                           | Bydliště                                   | Jméno, život    |
| ------- | ------------------------------------------------------------------------------- | ------------------------------------------ | --------------- |
|         | V DOMĚ Č.P. 9 ŽIL JOSEF LUSTIG NAR. 1887 DEPORTOVÁN 1945 DO TEREZÍNA PŘEŽIL     | Ratenice 46 50°5′31″ s. š., 15°3′31″ v. d. | Josef Lustig    |
|         | V DOMĚ Č.P. 9 ŽIL OTA LUSTIG NAR. 1879 DEPORTOVÁN ZAVRAŽDĚN V TRAWNIKÁCH        | Ratenice 46                                | Ota Lustig      |
|         | V DOMĚ Č.P. 9 ŽILA BERTA LUSTIGOVÁ NAR. 1861 DEPORTOVÁNA ZAVRAŽDĚNA V TREBLINCE | Ratenice 46                                | Berta Lustigová |

## Roztoky
| Obrázek | Nápis | Bydliště        | Odhalení       | Jméno, život                            |
| ------- | --- | --------------- | -------------- | --------------------------------------- |
|         | ZDE ŽIL BORIS DUBINSKÝ NAR. 1892 DEPORTOVÁN 1942 DO TEREZÍNA ZAVRAŽDĚN 1942 V SOBIBORU                                  | Jungmannova 345 | 16. srpna 2018 | Boris Dubinský                          |
|         | ZDE ŽILA RŮŽENA DUBINSKÁ ROZ. JEITELESOVÁ NAR. 1896 DEPORTOVÁNA 1942 DO TEREZÍNA ZAVRAŽDĚNA 1942 V SOBIBORU             | Jungmannova 345 | 16. srpna 2018 | Růžena Dubinská                         |
|         | ZDE ŽILA HANA DUBINSKÁ NAR. 1923 DEPORTOVÁNA 1942 DO TEREZÍNA ZAVRAŽDĚNA 1942 V SOBIBORU                                | Jungmannova 345 | 16. srpna 2018 | Hana Dubinská                           |
|         | ZDE ŽIL KAREL DUBINSKÝ NAR. 1929 DEPORTOVÁN 1942 DO TEREZÍNA ZAVRAŽDĚN 1942 V SOBIBORU                                  | Jungmannova 345 | 16. srpna 2018 | Karel Dubinský                          |
|         | ZDE ŽIL JOSEF JEITELES NAR. 1881 DEPORTOVÁN 1942 DO TEREZÍNA ZAVRAŽDĚN 1942 V MALÉM TROSTINCI                           | Jungmannova 68  | 16. srpna 2018 | Josef Jeiteles byl vyučeným čalouníkem. |
|         | ZDE ŽILA BOŽENA JEITELESOVÁ ROZ. NEUSTADLEROVÁ NAR. 1898 DEPORTOVÁNA 1942 DO TEREZÍNA ZAVRAŽDĚNA 1942 V MALÉM TROSTINCI | Jungmannova 68  | 16. srpna 2018 | Božena Jeitelesová                      |
|         | ZDE ŽIL FRANTIŠEK JEITELES NAR. 1932 DEPORTOVÁN 1942 DO TEREZÍNA ZAVRAŽDĚN 1942 V MALÉM TROSTINCI                       | Jungmannova 68  | 16. srpna 2018 | František Jeiteles                      |
|         | ZDE ŽIL ZDENĚK JEITELES NAR. 1934 DEPORTOVÁN 1942 DO TEREZÍNA ZAVRAŽDĚN 1942 V MALÉM TROSTINCI                          | Jungmannova 68  | 16. srpna 2018 | Zdeněk Jeiteles                         |
|         | ZDE ŽIL LADISLAV SPĚŠNÝ NAR. 1913 PADL 1945 V KVĚTNOVÉM POVSTÁNÍ                                                        | Jungmannova 185 | 16. srpna 2018 | Ladislav Spešný                         |
|         | ZDE ŽIL RUDOLF NEUMANN NAR. 1889 DEPORTOVÁN 1941 DO TEREZÍNA ZAVRAŽDĚN 1942 V RIZE                                      | Jungmannova 214 | 16. srpna 2018 | Rudolf Neumann                          |
|         | ZDE ŽILA ANNA NEUMANNOVÁ ROZ. PICKOVÁ NAR. 1903 DEPORTOVÁNA 1941 DO TEREZÍNA ZAVRAŽDĚNA 1942 V RIZE                     | Jungmannova 214 | 16. srpna 2018 | Anna Neumannová                         |
|         | ZDE ŽIL JIŘÍ NEUMANN NAR. 1924 DEPORTOVÁN 1941 DO TEREZÍNA ZAVRAŽDĚN 1942 V RIZE                                        | Jungmannova 214 | 16. srpna 2018 | Jiří Neumann                            |
|         | ZDE ŽIL MILOŠ NEUMANN NAR. 1927 DEPORTOVÁN 1941 DO TEREZÍNA ZAVRAŽDĚN 1942 V RIZE                                       | Jungmannova 214 | 16. srpna 2018 | Miloš Neumann                           |
|         | ZDE ŽIL JAN PROCHÁZKA NAR. 1918 PADL 1945 V KVĚTNOVÉM POVSTÁNÍ                                                          | Jungmannova 217 | 16. srpna 2018 | Jan Procházka                           |
|         | ZDE ŽIL PAVEL REISER NAR. 1893 DEPORTOVÁN 1942 DO TEREZÍNA ZAVRAŽDĚN 1944 V OSVĚTIMI                                    | Jungmannova 218 | 16. srpna 2018 | Pavel Reiser                            |
|         | ZDE ŽILA JANA REISEROVÁ ROZ. ELBOGENOVÁ NAR. 1895 DEPORTOVÁNA 1942 DO TEREZÍNA ZAVRAŽDĚNA 1944 V OSVĚTIMI               | Jungmannova 218 | 16. srpna 2018 | Jana Reiserová                          |
|         | ZDE ŽIL JAN REISER NAR. 1827 DEPORTOVÁN 1942 DO TEREZÍNA ZAVRAŽDĚN 1944 V OSVĚTIMI                                      | Jungmannova 218 | 16. srpna 2018 | Jan Reiser                              |

## Říčany
| Obrázek | Nápis                                                                                      | Bydliště                                              | Jméno, život    |
| ------- | ------------------------------------------------------------------------------------------ | ----------------------------------------------------- | --------------- |
|         | ZDE ŽIL KAREL FIŠER NAR. 1895 DEPORTOVÁN 1943 DO TEREZÍNA ZAVRAŽDĚN 1943 V OSVĚTIMI        | Masarykovo náměstí 7 49°59′29″ s. š., 14°39′17″ v. d. | Karel Fišer     |
|         | ZDE ŽIL JINDŘICH FIŠER NAR. 1927 DEPORTOVÁN 1942 DO TEREZÍNA ZAVRAŽDĚN 1943 V OSVĚTIMI     | Masarykovo náměstí 7                                  | Jindřich Fišer  |
|         | ZDE ŽIL PAVEL FIŠER NAR. 1932 DEPORTOVÁN 1942 DO TEREZÍNA ZAVRAŽDĚN 1943 V OSVĚTIMI        | Masarykovo náměstí 7                                  | Pavel Fišer     |
|         | ZDE ŽILA KAMILA FIŠEROVÁ NAR. 1927 DEPORTOVÁNA 1942 DO TEREZÍNA ZAVRAŽDĚNA 1943 V OSVĚTIMI | Masarykovo náměstí 7                                  | Kamila Fišerová |
|         | ZDE ŽILA ANNA MAHLEROVÁ NAR. 1851 DEPORTOVÁNA 1942 DO TEREZÍNA ZAVRAŽDĚNA 1942 V TREBLINCE | Masarykovo náměstí 7                                  | Anna Mahlerová  |

## Sázava
| Obrázek | Nápis                                                                                       | Bydliště                                      | Jméno, život     |
| ------- | ------------------------------------------------------------------------------------------- | --------------------------------------------- | ---------------- |
|         | ZDE ŽIL FRANTIŠEK JUSTIC NAR. 1879 ZAVRAŽDĚN 1942 V KALEVI LIIVA ESTONSKO                   | Klášterní 47 49°52′29″ s. š., 14°53′44″ v. d. | František Justic |
|         | ZDE ŽIL ZDENĚK JUSTIC NAR. 1928 ZAVRAŽDĚN 1942 V KALEVI LIIVA ESTONSKO                      | Klášterní 47                                  | Zdeněk Justic    |
|         | ZDE ŽILA RŮŽENA JUSTICOVÁ ROZ. LEDEREROVÁ NAR. 1905 ZAVRAŽDĚNA 1942 V KALEVI LIIVA ESTONSKO | Klášterní 47                                  | Růžena Justicová |

## Úvaly
| Obrázek | Nápis | Bydliště                                            | Jméno, život                           |
| ------- | --- | --------------------------------------------------- | -------------------------------------- |
|         | ZDE ŽIL PAVEL ROSENBAUM NAR. 1890 DEPORTOVÁN 1939 DO DACHAU ZAVRAŽDĚN 10.1.1941                            | Úvaly, Riegerova 65 50°4′22″ s. š., 14°43′52″ v. d. | Pavel Rosenbaum                        |
|         | ZDE BYDLEL JIŘÍ ROSENBAUM NAR. 1925 DEPORTOVÁN 1942 DO TEREZÍNA DO SOBIBORU ZAVRAŽDĚN 6.9.1942 V MAJDANKU  | Úvaly, Riegerova 65 50°4′22″ s. š., 14°43′52″ v. d. | Jiří Rosenbaum                         |
|         | ZDE ŽILA BEDŘIŠKA ROSENBAUMOVÁ NAR. 1892 DEPORTOVÁNA 1942 DO TEREZÍNA ZAVRAŽDĚNA 26.5.1942 V SOBIBORU      | Úvaly, Riegerova 65 50°4′22″ s. š., 14°43′52″ v. d. | Bedřiška Rosenbaumová                  |
|         | ZDE BYDLELA EVA ORLÍKOVÁ ROZ. ROSENBAUMOVÁ NAR. 1922 DEPORTOVÁNA 1942 DO TEREZÍNA DO SOBIBORU OSUD NEZNÁMÝ | Úvaly, Riegerova 65 50°4′22″ s. š., 14°43′52″ v. d. | Eva Orlíková, rozená Rosenbaumovábr /> |
|         | ZDE BYDLEL VIKTOR ŠULC NAR. 1897 DEPORTOVÁN 1942 ZEMŘEL 28.4.1945 V OSVĚTIMI                               | Náměstí Arnošta z Pardubic                          | Viktor Šulc                            |

Bez nároku na úplnost.

## Data pokládání kamenů
Data pokládání kamenů zmizelých ve Středočeském kraji:
- 10. října 2008: Kolín
- 6. listopadu 2009: Kolín
- 2010: Neratovice
- 29. října 2012: Ratenice
- 13. září 2014: Milovice nad Labem, Mladá Boleslav
- 2. srpna 2016: Kutná Hora
- 19. září 2017: Říčany
- 20. září 2017: Sázava, Kutná Hora
- 15. srpna 2018: Kutná Hora
- 16. srpna 2018: Úvaly
- 17. září 2021: Kolín
- 1. října 2021: Nymburk
- 14. července 2022: Mělník[19][20]
- 11. května 2023 Brandýs nad Labem-Stará Boleslav